# Nesfield with Langbar
Nesfield with Langbar – civil parish w Anglii, w North Yorkshire, w dystrykcie (unitary authority) North Yorkshire. W 2011 civil parish liczyła 176 mieszkańców.